# Lefkádia
Lefkádia (en grec moderne : Λευκάδια) est une petite ville de Macédoine située à 30 kilomètres d'Édessa. Elle est actuellement confondue avec la ville antique de Miéza où enseigna Aristote.
Elle est célèbre pour ses tombeaux antiques, notamment la tombe de Lyson et Calliclès, la tombe des palmettes et la tombe du jugement.
Selon le recensement de 2011, la population de la localité s'élève à 1 021 habitants.